# 王廞
王廞（4世纪？—？），字伯輿，琅邪臨沂（今山東臨沂）人。東晉末年官員，晉丞相王導孫，鎮軍將軍王薈子。

## 生平
王廞歷任太子中庶子及司徒左長史。隆安元年（397年），青兗二州刺史王恭以討王國寶、王緒為名起兵，時王廞正因母喪而居於吳郡，王恭就假王廞為建武將軍、吳國內史，命他起兵聲援自己。王廞立即招集兵眾，誅殺異己，更派了前吳國內史虞嘯父到吳興郡及義興郡招兵，得萬人響應。王廞以為兵事一起就會維持一段時間，可讓自己乘勢獲利。可是執政的司馬道子逼於王恭的兵力，很快就決定賜死王國寶和殺王緒，向王恭謝罪；而王恭亦退兵，同時符命王廞離職。王廞逼於形勢，怒而轉頭進攻王恭，王恭派了其司馬劉牢之領兵到曲阿擊敗王廞，王廞部眾潰散，其本人亦不知所終。

## 子女
- 王泰，長子，被王恭殺害。
- 王華，因釋曇永營救而免於王恭殺害，獲赦後因父親失蹤而一直布衣蔬食，王謐和他稱王廞已死後才出仕，在宋官至侍中。
- 王氏，王廞女，王廞起兵時授她貞烈將軍，其屬官皆為女性[2]。